# Brasílio Itiberê da Cunha
Brasílio Itiberê da Cunha (Paranaguá, 1º de agosto de 1846 – Berlim, 11 de agosto de 1913) foi um compositor, bacharel em direito e diplomata brasileiro. Era irmão do  poeta, crítico literário e musical João Itiberê da Cunha, e do sacerdote Celso Itiberê da Cunha, como também tio do compositor Brasílio Itiberê da Cunha Luz.
É o patrono da cadeira de número 19 da Academia Brasileira de Música.

## Biografia
Brasílio Itiberê nasceu na cidade litorânea de Paranaguá, filho de João Manuel da Cunha e de Maria Lourenço Munhoz. Fez os estudos primários em sua terra natal e sua iniciação musical foi ao piano, aprendendo na casa dos seus pais.
Já pianista renomado na juventude, transferiu-se para a capital paulista para cursar a Faculdade de Direito do Largo de São Francisco, efetuando, nesta cidade, vários concertos. Após obter o diploma de Bacharel em Direito ingressou na carreira diplomática atuando no corpo diplomático em vários países, como: Itália, Peru, Bélgica, Paraguai e na Alemanha.
Sem deixar a música de lado, Brasílio teve relações de amizade com alguns dos maiores pianistas de seu tempo, como Anton Rubinstein, Sgambatti e Liszt.
Considerado um dos precursores do nacionalismo, foi um dos primeiros a inspirar-se em motivos populares e a imprimir à sua obra características nitidamente brasileiras.
Compôs música de câmara e coral, além de peças para piano. Sua rapsódia "A Sertaneja" o popularizou, especialmente pela canção tradicional Balaio, meu bem, Balaio", tema musical folclórico recolhido por ele na cidade de Paranaguá.
A sua composição mais conhecida é, sem dúvida, "A Sertaneja" de 1869.
Foi nomeado embaixador em Portugal, porém, morreu antes de assumir a função. Faleceu na capital alemã no dia 11 de agosto de 1913, numa segunda-feira, aos 67 anos de idade.
Uma das muitas homenagens ao autor de "A Sertaneja" está na capital paranaense que denominou uma das suas vias de Rua Brasílio Itiberê.

## Obras de Brasílio Itiberê
- Eco dos salões, valsa de bravura, Op. 3 (1865)
- Os pífaros da esquadra, polca brilhante, Op. 5 (1867)
- Valsa acadêmica, aos estudantes de S. Paulo, Op. 9
- A graciosa, Op. 10
- Stella maris (Grande mazurka de salão), Op. 11
- Mazurka en la majeur, Op. 12
- Barcarolle, Op. 13
- Danse americaine, Op. 14
- A Sertaneja, fantasia característica sobre temas brasileiros, Op. 15 (1869)
- Valse-Caprice (A misteriosa, 3a grande valsa de bravura), Op. 16 (1869)
- Sur les rives du Plata, méditation, Op. 18
- Une larme (Uma lágrima), méditation, Op. 19 (1869)
- Ballade des tropiques, Op. 20
- Marcha fúnebre à memória de Gottchalk, Op. 21 (1870)
- Poème d'amour, fantaisie, Op. 22
- Gavotte sur l'air célèbre de Louis XIII, Op. 23
- Soirées à Venise, trois morceaux, Op. 24
  1. Barcarolle
  2. Nocturne
  3. Romance
- Nuits orientales, Op. 27
  1. Nocturne
  2. La dahabieh (La gondole du Nil), Barcarolle
  3. Le jardin des tropiques (devant l'Ille d'Eléphantine-Nil), Étude mélodique
- Berceuse (Le filleul), Op. 28
- Gavotte, Op. 30
- Mazurka, Op. 31
- Caprices à la mazurka, No. 3, Op. 32
- Étude de concert d'après E. Bach, Op. 33
- Sérénade, Op. 34
- Grande Mazurca de Salão, Op. 41
- Amizade, polka (1864)
- Impromptu-Nocturne (1903)
- Nocturne-Saudade (1864)
- Segunde grande galope de concerto (-1870)
- A Serrana, fantasia característica
- Súplica de Escravo, meditação (-1870)